# 친한파
| 나라           | 긍정적 | 부정적 | 중립 | 편차 |
| -------------- | ------ | ------ | ---- | ---- |
| 중화인민공화국 | 25%    | 71%    | 2    | −46  |
| 독일           | 11%    | 32%    | 57   | −21  |
| 스페인         | 24%    | 42%    | 34   | −18  |
| 브라질         | 36%    | 46%    | 18   | −10  |
| 멕시코         | 36%    | 42%    | 22   | −6   |
| 그리스         | 24%    | 29%    | 47   | −5   |
| 파키스탄       | 19%    | 22%    | 59   | −3   |
| 인도           | 27%    | 28%    | 45   | −1   |
| 페루           | 37%    | 37%    | 26   | 0    |
| 케냐           | 34%    | 34%    | 32   | 0    |
| 프랑스         | 45%    | 44%    | 11   | 1    |
| 튀르키예       | 39%    | 33%    | 28   | 6    |
| 나이지리아     | 44%    | 34%    | 22   | 10   |
| 캐나다         | 47%    | 36%    | 17   | 11   |
| 영국           | 52%    | 40%    | 8    | 12   |
| 러시아         | 32%    | 20%    | 48   | 12   |
| 인도네시아     | 37%    | 23%    | 40   | 14   |
| 미국           | 51%    | 33%    | 16   | 18   |
| 오스트레일리아 | 61%    | 24%    | 15   | 37   |

| 나라           | 긍정적 | 부정적 | 중립 | 편차 |
| -------------- | ------ | ------ | ---- | ---- |
| 독일           | 24%    | 59%    | 17   | -35  |
| 스페인         | 21%    | 50%    | 29   | -29  |
| 일본           | 13%    | 37%    | 50   | -24  |
| 멕시코         | 22%    | 41%    | 37   | -19  |
| 칠레           | 21%    | 40%    | 39   | -19  |
| 이스라엘       | 11%    | 25%    | 64   | -14  |
| 브라질         | 32%    | 41%    | 27   | -9   |
| 프랑스         | 42%    | 46%    | 12   | -4   |
| 페루           | 32%    | 35%    | 33   | -3   |
| 영국           | 45%    | 45%    | 10   | 0    |
| 인도           | 30%    | 23%    | 47   | 7    |
| 케냐           | 36%    | 28%    | 36   | 8    |
| 중화인민공화국 | 40%    | 32%    | 28   | 8    |
| 파키스탄       | 31%    | 23%    | 46   | 8    |
| 캐나다         | 48%    | 39%    | 13   | 9    |
| 나이지리아     | 46%    | 36%    | 18   | 10   |
| 러시아         | 35%    | 23%    | 42   | 12   |
| 튀르키예       | 38%    | 22%    | 40   | 18   |
| 인도네시아     | 48%    | 27%    | 25   | 21   |
| 미국           | 55%    | 34%    | 11   | 21   |
| 오스트레일리아 | 62%    | 27%    | 11   | 35   |
| 대한민국       | 68%    | 26%    | 6    | 42   |
| 가나           | 63%    | 16%    | 21   | 47   |

친한파(親韓派)란 주로 한국이나 한국인을 좋아하고, 호의적인 언동을 나타내는 외국계 인물들을 가리키는 말이다.
참고로 이 두 조사는 BBC 측에서 조사한 대상은 2,3만여명이며 즉, 각국당 1천명 내외임을 알면 된다.

## 정의
친한파는 일반적으로는 다음과 같이 정의한다. 보통은, 20세기 말에서 21세기 초의 한국의 경제적인 성공과 번영과 함께 급증한 그룹으로서 이른바, '코리안드림(Korean Dream)'으로 알려진 한국이란 나라의 이미지를 우호적인 관점에서 인식하려는 경향을 가지고 있는 이들을 말한다. 또는 한국의 드라마, 영화, 음악 등을 통해 생성된 한류(韓流) 그룹도 여기에 포함되며, 한국인들만의 정서, 특히 정(情)문화로 일컬어지는 한국인들만의 독특한 공동체적 질서를 기반으로 한 문화나, 한국의 풍부한 역사 및 전통 문화에 빠져있는 외국인들 역시 경우에 따라 친한파로 분류되기도 한다. 혹여는, 단순히 대한민국과 관련된 외교적 분쟁에서 대한민국 정부 측의 주장을 옹호하는 외국인을 친한파로 지칭하기도 한다. 

## 특징
친한파라는 표현 자체가 한국 본위적인 입장에서 지칭하는 개념이므로 이견이 있을 수 있으나, 세간에서 일반적으로 받아들여지는 특징으로는 한국인을 우러러보거나, 한국이 마치 자신의 나라이기도 한듯한 감정을 가지거나, 한국인에 호의적인 감정을 가지고 있는 점을 들 수 있다.

## 같이 보기
- 반일 감정